# Hydropsyche marceus
Hydropsyche marceus là một loài Trichoptera hóa thạch trong họ Hydropsychidae.